# Деме, Корали
Корали Деме (фр. Coralie Demay, род. 10 октября 1992, Ножан-сюр-Марн, Валь-де-Марн, Франция) — французская профессиональная велогонщица, выступавшая в 2023 году за женскую команду St.Michel—Mavic—Auber93. Многократная чемпионка Франции по велоспорту на треке.

## Карьера

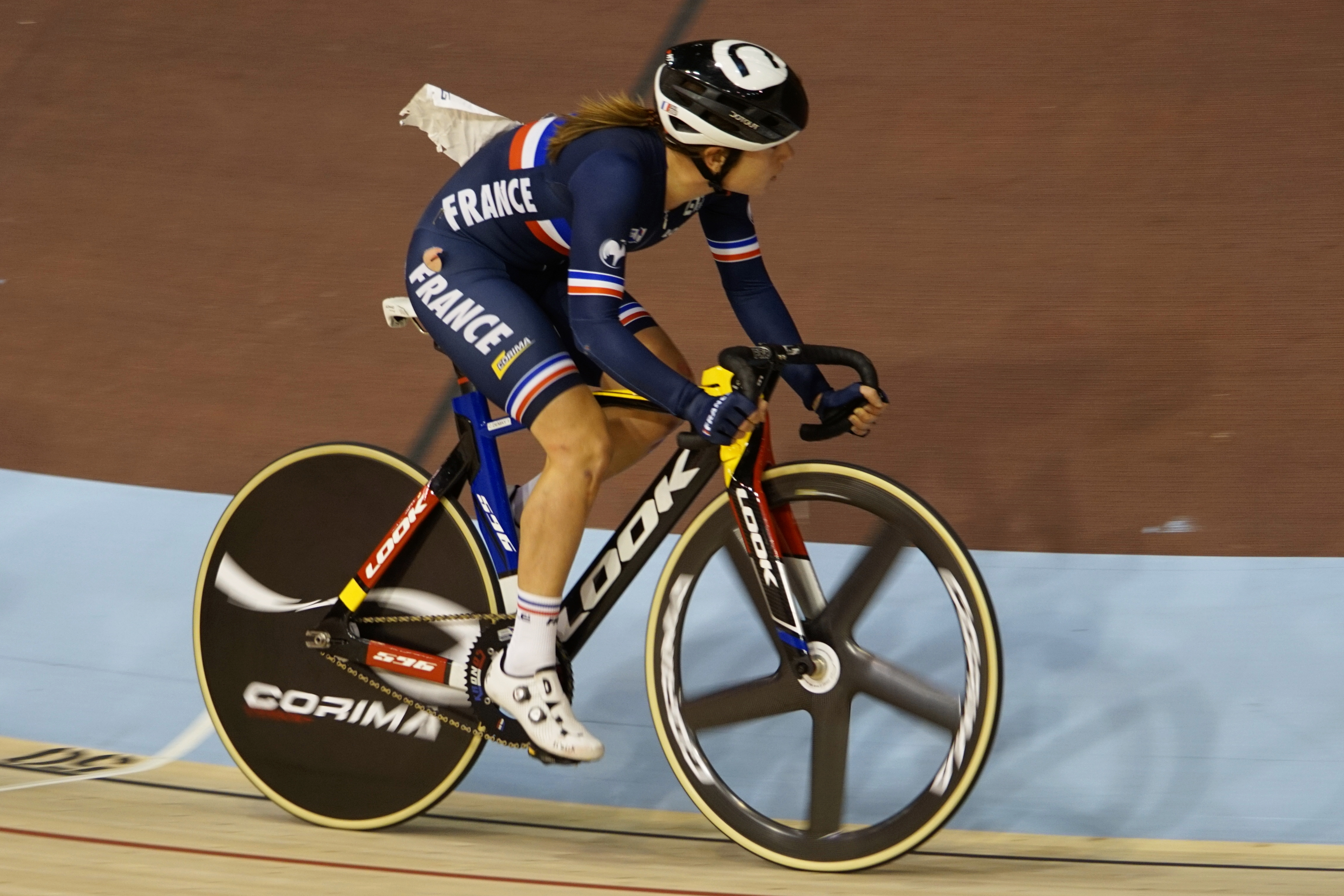
Деме в гонке по очкам на чемпионате Европы по трековому велоспорту 2017 года

Корали Деме начала заниматься велоспортом в возрасте восьми лет, чтобы «выпустить пар», как она сама позже говорила. Помимо велоспорта Корали занималась химией. Когда её отца, профессионального военного, перевели в Того, она взяла «перерыв». После возвращения семьи во Францию она снова занялась велоспортом в возрасте 15 лет. Её тренировал Гаэль Ле Беллек.
В 2011 году она впервые поднялась на подиум на чемпионате Франции, заняв третье место в гонке по очкам.
В 2014 году Деме участвовала в чемпионате Европы по трековому велоспорту в Гваделупе, впервые приняв участие в элитном международном соревновании. Она заняла четвёртое место в составе французской четвёрки вместе с Марго Дютур, Роксаной Фурнье и Паскаль Жёлан.
В 2016 году она стала чемпионкой Франции в командной гонке преследования вместе с Эжени Дюваль, Жёлан и Фурнье. На первом этапе Кубка мира по трековому велоспорту 2016/17 в Глазго она заняла третье место в командной гонке преследования вместе с Фурнье, Лори Бертон и Элизой Дельзенн и второе место в мэдисоне вместе с Бертон.
В 2017 году Корали Деме пять раз становилась чемпионкой Франции: в индивидуальной гонке преследования, скрэтче, гонке по очкам, омниуме и командной гонке преследования (вместе с Мари Ле Нет, Мариенн Хино, Тифен Лоранс и Люси Жунье). В сентябре она выиграла Тур Ирландии.
В 2018 году она выиграла ещё три национальных титула на треке и заняла пятое место в общем зачёте в Туре острова Чунмин на шоссе.
В 2021 году на Олимпийских играх в Токио она участвовала в трех видах соревнований: кейрине (23-е место), спринте (29-е место) и командной гонке преследования (7-е место).

## Достижения

### Трек

#### Олимпийские игры
Токио
7-я на командной гонке преследования
23-я на кейрине
29-я на спринте

#### Чемпионаты мира
Гонконг 2017
6-я на мэдисоне
7-я на командной гонке преследования
Апелдорн 2018
7-я на мэдисоне
7-я на командной гонке преследования
8-я на гонке по очкам
Прушков 2019
9-я на командной гонке преследования
13-я на гонке по очкам

#### Чемпионаты Европы
Берлин 2017
4-я на командной гонке преследования
7-я на мэдисоне
14-я на гонке по очкам

#### Кубок мира
2016—2017
2-я на мэдисоне в Глазго
3-я на командной гонке преследования в Глазго (с Лори Бертон, Элизой Дельзенн и Роксаной Фурнье)
2017—2018
2-я на мэдисоне в Милтоне
3-я на командной гонке преследования в Милтоне
3-я на гонке по очкам в Прушкове
2019—2020
2-я на командной гонке преследования в Милтоне

#### Чемпионаты Франции
2010
2-я на Чемпионате Франции среди юниоров — индивидуальная гонка преследования
2011
3-я на Чемпионате Франции — гонка по очкам
2012
 Чемпионат Франции — командная гонка преследования (с Од Бьянник, Лаудин Жене и Корали Серо)
3-я на Чемпионате Франции — гонка по очкам
2013
 Чемпионат Франции — гонка по очкам
2014
2-я на Чемпионате Франции — командная гонка преследования (с Элен Жерар и Корали Серо)
3-я на Чемпионате Франции — индивидуальная гонка преследования
3-я на Чемпионате Франции — омниум
2015
3-я на Чемпионате Франции — командная гонка преследования (с Элен Жерар и Сесилией Ле Бри)
2016
 Чемпионат Франции — командная гонка преследования (с Паскаль Жёлан, Эжени Дюваль и Роксаной Фурнье)
2-я на Чемпионате Франции — индивидуальная гонка преследования
2-я на Чемпионате Франции — скрэтч
3-я на Чемпионате Франции — гонка по очкам
2017
 Чемпионат Франции — индивидуальная гонка преследования
 Чемпионат Франции — командная гонка преследования (с Мари Ле Нет, Мариенн Хино, Тифен Лоранс и Люси Жунье)
 Чемпионат Франции — гонка по очкам
 Чемпионат Франции — скрэтч
 Чемпионат Франции — омниум
2-я на Чемпионате Франции — мэдисон
2018
 Чемпионат Франции — индивидуальная гонка преследования
 Чемпионат Франции — скрэтч
 Чемпионат Франции — омниум
2-я на Чемпионате Франции — командная гонка преследования
2-я на Чемпионате Франции — гонка по очкам
2-я на Чемпионате Франции — мэдисон
2019
 Чемпионат Франции — индивидуальная гонка преследования
 Чемпионат Франции — мэдисон (с Кларой Коппони)
2-я на Чемпионате Франции — командная гонка преследования
2-я на Чемпионате Франции — гонка по очкам

### Шоссе
2011
Дуо Норман (с Од Бьянник)
2017
2-я на Классике Вьенна Пуату — Шарант
2-я на Туре Приморской Шаранты
3-я на Туре Жиронды
3-я на Приз комунны Ножан-Л’Аббес
6-я на Чемпионате мира — командная гонка
2018
5-я на Туре острова Чунмин
Тур Ирландии
генеральная классификация
4-й этап (ITT)
2019
Ла Перигор Ледис
3-я на Чемпионате Франции — индивидуальная гонка
2022
7-й этап на Туре Ардеш
2-я на Классике Морбиана
5-я на Туре Пиренеев
2023
2-я на Туре Бретани
3-я на Чемпионате Франции — индивидуальная гонка

#### Статистика выступления наГранд-турах
| Гонка / Год       | 2022 | 2023 |
| ----------------- | ---- | ---- |
| Джиро Роза        | —    | —    |
| Тур де Франс Фамм | 24   | —    |
| Ла Вуэльта Фамм   | —    | 31   |

#### Рейтинги
| Год                 | 2016  | 2017  | 2018  | 2019  | 2020  | 2021  | 2022  | 2023  | 2024  |
| ------------------- | ----- | ----- | ----- | ----- | ----- | ----- | ----- | ----- | ----- |
| Мировой рейтинг UCI | 485-й | 287-й | 133-й | 182-й | 546-й | 303-й | 88-й  | 96-й  | 643-й |
| Мировой тур UCI     | -     | 128-й | 73-й  | 147-й | -     | -     | 177-й | 123-й | 318-й |
|                     |       |       |       |       |       |       |       |       |       |
| Источник: UCI       |       |       |       |       |       |       |       |       |       |